# Coda (álbum)
Coda es el noveno y último álbum de estudio —considerado el álbum "póstumo"— de Led Zeppelin, editado en 1982 por Swan Song Records. El disco incluye una selección de temas inéditos grabados a lo largo de varias sesiones durante la carrera de doce años de Led Zeppelin. 
Fue el último de la banda, después de la disolución en septiembre de 1980, tras la muerte de su baterista John Bonham.

## Contexto y detalles
Fue lanzado dos años después de que el grupo se había disuelto oficialmente, tras la muerte del baterista John Bonham. 
El contrato que tenía la banda con Atlantic Records los obligó a hacer un nuevo disco. Ellos no deseaban a nadie más en la batería, sustituyendo al fallecido Bonham, así que decidieron sacar un trabajo con grabaciones descartadas de los discos anteriores.
Las grabaciones originales fueron alteradas y retocadas por Jimmy Page mediante overdubbing en los Sol Studios de Berkshire.
"We're Gonna Groove" abre el lado A y, según las notas del álbum, fue grabado en los Morgan Studios de Londres, en junio de 1969. Posteriormente se supo que era parte de un concierto de enero de 1970 en el Royal Albert Hall, con las partes de guitarra regrabadas.
Esta canción fue utilizada para abrir una serie de conciertos en sus giras de 1969, y fue originalmente pensada para ser incluida en Led Zeppelin II.
"I Can't Quit You Baby" fue grabado durante el mismo concierto, la grabación se editó para eliminar la sensación "en vivo", el ruido del público se eliminó así como el principio y el final de la canción. 
"Poor Tom" es de las sesiones de Led Zeppelin III, fue grabado en los Olympic Studios de Londres en junio de 1970, y "Walter's Walk" es un sobrante de las sesiones de Houses of the Holy.
El lado B consta de tres tomas para el álbum anterior In Through the Out Door, y una pieza de batería de John Bonham no utilizada, "Bonzo's Montreux", grabada en 1976 en Suiza.
Fue el quinto álbum de Swan Song Records para la banda, y uno de los últimos que publicó, ya que el sello terminó de operar en 1983 con Led Zeppelin ya disuelto definitivamente.

## Nombre y portada
La palabra coda, que significa un pasaje en el que termina una pieza musical, fue elegida para dar a entender que era el último disco del grupo.
La portada del disco fue obra de Hipgnosis, siendo el quinto álbum en el que este estudio gráfico preparó el diseño de tapa para Led Zeppelin. 
También fue la última portada que crearon, ya que el estudio se disolvió hacia 1983. 
Las cuatro letras principales (CODA) son de un tipo de fuente llamada "Neón", diseñada por Bernard Allum, en 1978.

## Lista de canciones
Lado A
1. We're Gonna Groove (Bethea, King) - 2:38
2. Poor Tom (Page, Plant) - 3:02
3. "I Can't Quit You Baby" (Dixon) - 4:18
4. "Walter's Walk" (Page, Plant) - 4:31

Lado B
1. "Ozone Baby" (Page, Plant) - 3:36
2. "Darlene" (Bonham, Jones, Page, Plant) - 5:10
3. "Bonzo's Montreux" (Bonham) - 4:18
4. "Wearing and Tearing" (Page, Plant) - 5:32

## Reedición 2015

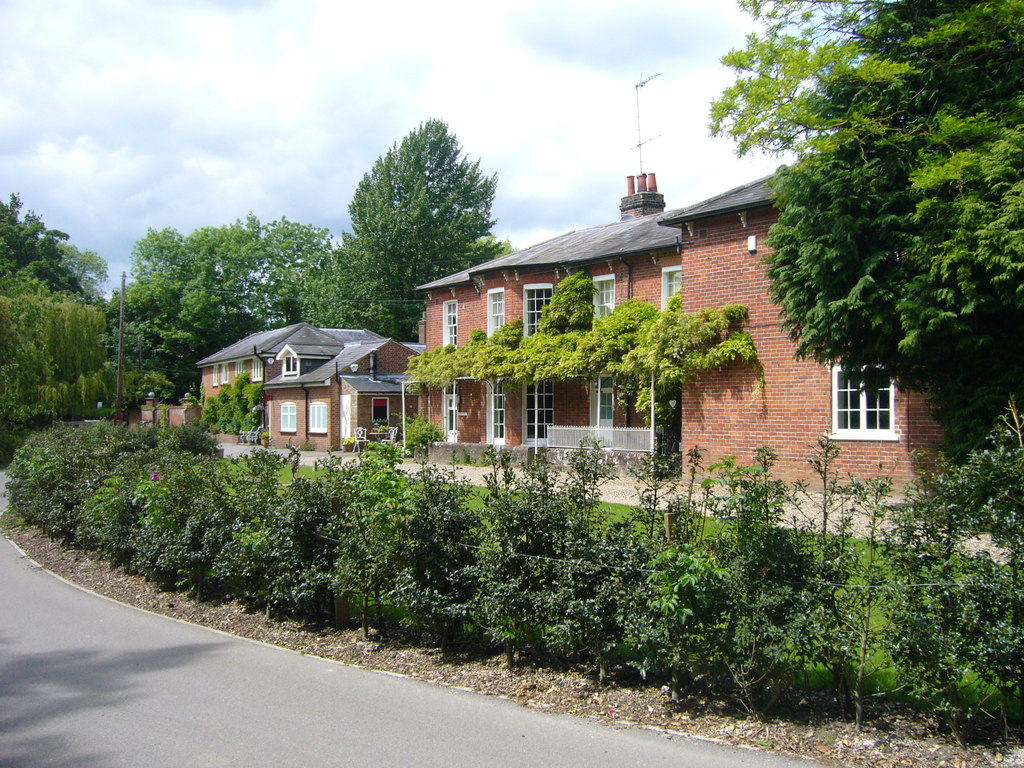
The Sol Studios

Una versión remasterizada de Coda fue editada el 31 de julio de 2015, junto con Presence y In Through the Out Door. La reedición viene en seis formatos: una edición estándar en CD, una edición de lujo de tres CD, una versión estándar de un LP, una versión de lujo de tres LP, una super deluxe de tres CD más la versión de tres LP con un libro de tapa dura de 80 páginas y como descargas digitales de alta resolución 96k/24 bits. Las ediciones de lujo y súper de lujo cuentan con material extra que contiene tomas alternativas ("If It Keeps On Raining", "Four Hands" y Desire") y temas inéditos, los cuales son "Sugar Mama", y ""St. Tristan's Sword". La reedición fue publicada con una versión en negativo de las ilustraciones del álbum original como portada de su disco extra.
Edición Deluxe de 2015
1. We're Gonna Groove (Mezcla alternativa)
2. If It Keeps On Raining (Mezcla cruda)
3. Bonzo's Montreux (Construcción de la mezcla en progreso)
4. Baby, Come On Home
5. Sugar Mama (Mezcla)
6. Poor Tom (Mezcla instrumental)
7. Traveling Riverside Blues (Sesión de la BBC)
8. Hey, Hey, What Can I Do?
9. Four Hands (Four Sticks/Orquesta de Bombay)
10. Friends (Orquesta de Bombay)
11. Sr. Tristan's Sword (Mezcla cruda)
12. Desire (Mezcla cruda)
13. Bring It On Home (Mezcla cruda)
14. Walter's Walk (Mezcla cruda)
15. Everybody Makes It Through (Mezcla cruda)

## Personal
- Robert Plant - voz, armónica, pandereta
- Jimmy Page - guitarras acústica y eléctrica
- John Paul Jones - bajo, piano, teclados, guitarras
- John Bonham - batería, percusión, coros

Producción
- productor, overdubbing - Jimmy Page
- Productor ejecutivo - Peter Grant
- Ingenieros - Stuart Epps, Andy Johns, Eddie Kramer, Vic Maile, Leif Mases, John Timperley